# Derg
Derg ili Dergue je naziv komunističke pučističke skupine u Etiopiji (koja se pretvorila u vojnu huntu). Svrgnula je s prijestolja cara Hailea Selassiea I. i vladala zemljom od 1974. do 1987. godine. Njeno ime na jeziku Ge'ez znači "vijeće" ili "odbor". 
Puno ime joj je bilo "Koordinirani odbor oružanih snaga, policije i teritorijalne vojske", a kasnije se preimenovala u "Privremeno vojno upravno vijeće". Njihova glavna zadaća bila je iskorijeniti korupciju u vojsci i popraviti situaciju. Predsjednikom tog vijeća imenovan je bojnik, a kasnije pukovnik Mengistu Haile Mariam. Razdoblje nakon revolucije, od 1975. do 1977. godine naziva se u Etiopiji razdoblje Crvenog terora. No, Derg je izabrao nove zapovjednike, a originalnih članova bilo je 120. Mnogi članovi stranke su se naposljetku zavadili i pobili. Posljedica toga bio je građanski rat, koji se zbio tijekom hladnog rata. Stranka je optužena za genocid i ubojstva desetine tisuća političkih neistomišljenika.
Godine 1987. Derg je raspušten, a na čelo Etiopije došla je "Etiopska radnička stranka" (Ye Ityopia Serategnoch Parti), iako su mnogi članovi Derga ostali na važnim položajima. Od 1987. do 1991. godine Mengistu vlada kao predsjednik Etiopije, ali kao okrutni diktator. Dolaskom devedesetih, Sovjetski Savez se raspada, a pobunjenici iz Eritreje i etiopske pokrajine Tigray dižu ustanak i idu svrgnuti Mengistua. Jedan od vođa pobune je Meles Zenawi, današnji etiopski premijer. Zauzimanjem Adis Abebe, Mengistu bježi u Zimbabve, gdje i danas živi.